# 1976年インスブルックオリンピックのソビエト連邦選手団
1976年インスブルックオリンピックのソビエト連邦選手団（1976ねんインスブルックオリンピックのソビエトれんぽうせんしゅだん）は、1976年2月4日から2月15日までオーストリアのインスブルックで開催された1976年インスブルックオリンピックのソビエト連邦選手団、およびその競技結果。

## 概要
今大会では金メダル13個、銀メダル6個、銅メダル8個の計27個のメダルを獲得し、国別順位で1位となった。
スピードスケートではタチアナ・アベリナが女子500m、1000m、1500m、3000mの全4種目でメダルを獲得する活躍を見せた。バイアスロンのアレクサンドル・チホノフが4×7.5kmリレーでチームとして1968年グルノーブルオリンピック、1972年札幌オリンピックオリンピックに続き金メダルを獲得、3連覇を達成した。

## メダル
| メダル | 選手名 | 競技                   | 種目              |
| ------ | --- | ---------------------- | ----------------- |
| 金     | ニコライ・クルグロフ | バイアスロン           | 男子20km          |
| 金     | アレクサンドル・エリザロフ イワン・ビアコフ ニコライ・クルグロフ アレクサンドル・チホノフ | バイアスロン           | 男子4x7.5kmリレー |
| 金     | ニコライ・バジューコフ | クロスカントリースキー | 男子15km          |
| 金     | セルゲイ・サヴェリャエフ | クロスカントリースキー | 男子30km          |
| 金     | ライサ・スメタニナ | クロスカントリースキー | 女子10km          |
| 金     | ニナ・フョードロワ ジナイダ・アモソワ ライサ・スメタニナ ガリナ・クラコワ | クロスカントリースキー | 女子4×5kmリレー   |
| 金     | イリーナ・ロドニナ アレクサンドル・ザイツェフ | フィギュアスケート     | ペア              |
| 金     | リュドミラ・パホモワ アレクサンドル・ゴルシコフ | フィギュアスケート     | アイスダンス      |
| 金     | エフゲニー・クリコフ | スピードスケート       | 男子500m          |
| 金     | タチアナ・アベリナ | スピードスケート       | 女子1000m         |
| 金     | ガリナ・ステパンスカヤ | スピードスケート       | 女子1500m         |
| 金     | タチアナ・アベリナ | スピードスケート       | 女子3000m         |
| 金     | ボリス・アレクサンドロフ セルゲイ・バビノフ アレクサンドル・グーセフ セルゲイ・カプスーチン ワレリー・ハルラモフ ウラジーミル・ルチェンコ ユーリイ・リャプキン アレクサンドル・マリツェフ ボリス・ミハイロフ ウラジーミル・ペトロフ ウラジーミル・シャドリン ビクトル・シャリモフ アレクサンドル・シデルニコフ ウラディスラフ・トレチャク ゲンナジー・ツィガンコフ ワレリー・ワシリエフ アレクサンドル・ヤクシェフ ビクトル・シュルクトフ | アイスホッケー         | 男子              |
| 銀     | エフゲニー・ベルヤエフ | クロスカントリースキー | 男子15km          |
| 銀     | ライサ・スメタニナ | クロスカントリースキー | 女子5km           |
| 銀     | ウラジミール・コバリョフ | フィギュアスケート     | 男子シングル      |
| 銀     | イリーナ・モイセーワ アンドレイ・ミネンコフ | フィギュアスケート     | アイスダンス      |
| 銀     | ワレリー・ムラトフ | スピードスケート       | 男子500m          |
| 銀     | ユーリ・コンダコフ | スピードスケート       | 男子1500m         |
| 銅     | アレクサンドル・エリザロフ | バイアスロン           | 男子20km          |
| 銅     | イワン・ガラーニン | クロスカントリースキー | 男子30km          |
| 銅     | エフゲニー・ベルヤエフ ニコライ・バジューコフ セルゲイ・サヴェリャエフ イワン・ガラーニン | クロスカントリースキー | 男子4×10kmリレー  |
| 銅     | ニナ・フョードロワ | クロスカントリースキー | 女子5km           |
| 銅     | ガリナ・クラコワ | クロスカントリースキー | 女子10km          |
| 銅     | ワレリー・ムラトフ | スピードスケート       | 男子1000m         |
| 銅     | タチアナ・アベリナ | スピードスケート       | 女子500m          |
| 銅     | タチアナ・アベリナ | スピードスケート       | 女子1500m         |